# ビジャン川
ビジャン川（ビジャンがわ、Bidzhan、ロシア語: Биджа́н）は、ロシア極東部のユダヤ自治州を流れる川で、アムール川左岸の大きな支流の一つ。長さは274kmにおよぶ。
河川名の由来は満州語を含むトゥングース語におけるビジャン川（Bijan bira）で、明代と清代までは「畢瞻河」と呼ばれたほか、現代中国語では「比詹河」と呼ばれる。
ビロビジャンの地名はビラ川とビジャン川に由来する。